# Vicente Bernikon
Vicente Bernikon (* 7. Dezember 1907 in Basakato del Oeste; † 14. September 1976 in Malabo) war römisch-katholischer Bischof von Malabo.

## Leben
Vicente Bernikon empfing am 7. Juli 1940 die Priesterweihe. Papst Paul VI. ernannte am 9. Mai 1974 ihn zum Bischof von Malabo.
Der Apostolische Pro-Nuntius in Kamerun und Gabun und Apostolische Delegat in Äquatorialguinea, Luciano Storero, spendete ihm am 25. August desselben Jahres die Bischofsweihe; Mitkonsekratoren waren Denis Ngande, Bischof von Bafoussam und Paul Mbiybe Verdzekov, Bischof von Bamenda.